# Michael Seater
Michael Bruce Patrick Seater (ur. 15 stycznia 1987 w Toronto, Ontario) – kanadyjski aktor. Znany jest głównie z roli Dereka Venturiego w serialu Derek kontra rodzinka, a także z roli Lucasa Randalla w serialu Dziwne przypadki w Blake Holsey High. Ostatnio zagrał też w specjalnym odcinku Degrassi: Nowe pokolenie, Degrassi Goes Hollywood. Po raz pierwszy wypróbował się tam jako piosenkarz.

## Filmografia
- Sin Bin (2010) jako Brian
- Zwariowane wakacje (Vacation with Derek) (2010) jako Derek Venturi
- Osiemnastka i co dalej (18 to Life) (2010) jako Tom Bellow
- Degrassi goes Hollywood (2009) jako Michael Ray
- Naturalnie, Sadie (2007) jako Cole
- Price Winner of defiance Ohio (2005) jako Bub Ryan
- Derek kontra rodzinka (2005–2009) jako Derek Venturi
- Cyber Seduction: His Secret life (2005) jako członek drużyny pływaków
- ReGenesis (2004) jako Owen
- On thin Ice (2003) jako Jason McCartle
- Dziwne przypadki w Blake Holsey High (2002–2006) jako Lucas Randall
- I was a rat (2001) jako Pikey
- Nieczysta fotografia (2000) jako Ian
- Mattimeo: A tale of Redwall (2000) jako Mattimeo (głos)
- The Zack Files (2000) jako Spencer Sharpe
- Vanished Widhout a Trace (1999) jako J.J
- Stone Skipper (1999) jako Simon
- Jenny and the Queen of light (1999) jako Eli
- Future Fear (1998) jako młody Denniel
- Wybawcy: ocalenie (1998) jako Peter
- Night of the living (1997) jako Zack